# Orłów Drewniany-Kolonia
Orłów Drewniany-Kolonia – wieś w Polsce położona w województwie lubelskim, w powiecie krasnostawskim, w gminie Izbica.
W latach 1975–1998 miejscowość administracyjnie należała do województwa zamojskiego.
Wieś stanowi sołectwo gminy Izbica. Według Narodowego Spisu Powszechnego (III 2011 r.) wieś liczyła 202 mieszkańców.
Wierni Kościoła rzymskokatolickiego należą do parafii św. Kajetana w Orłowie Murowanym.